# Ксаверівська волость
Ксаверівська волость (Мотовилівська волость) — історична адміністративно-територіальна одиниця Васильківського повіту Київської губернії з центром у селі Велика Мотовилівка.
Станом на 1886 рік складалася з 11 поселень, 11 сільських громад. Населення — 11643 особи (5719 чоловічої статі та 5924 — жіночої), 1563 дворових господарства.
|                     | Площа, десятин | У тому числі орної, дес. |
| ------------------- | -------------- | ------------------------ |
| Сільських громад    | 10342          | 7311                     |
| Приватної власності | 9530           | 5695                     |
| Іншої власності     | 280            | 229                      |
| Загалом             | 20152          | 13235                    |

Основні поселення волості:
- Велика Мотовилівка — колишнє власницьке село при річці Стугна, 1242 особи, 173 двори, православна церква, католицький костел, школа, лавка, постоялий будинок, лавка.
- Велика Солтанівка — колишнє власницьке село при річці Стугна, 816 осіб, 130 дворів, православна церква, постоялий будинок.
- Геленівка — колишнє власницьке село при річці Данилівка, 873 особи, 123 двори, 2 постоялих будинки.
- Кодаки — колишнє власницьке село при річці Бурчак, 1448 осіб, 217 дворів, православна церква, постоялий будинок.
- Ксаверівка — колишнє власницьке село при річці Роток, 1377 осіб, 197 дворів, православна церква, школа, 3 постоялих будинки, водяний млин.
- Мала Солтанівка — колишнє власницьке село при річці Стугна, 766 осіб, 130 дворів, православна церква, постоялий будинок, водяний млин.
- Мар'янівка — колишнє власницьке село при річці Роток, 1271 особа, 173 двори, православна церква, школа, постоялий будинок.
- Мотовилівська Слобідка — колишнє власницьке село при річці Стугна, 612 осіб, 89 дворів, постоялий будинок.
- Митниця — колишнє власницьке село при річці Прохорів, 687 осіб, 98 дворів, православна церква, школа, постоялий будинок.
- Порадівка — колишнє власницьке село при річці Бербериха, 686 осіб, 71 двір, постоялий будинок.
- Руликів — колишнє власницьке село при струмкові Шулячому, 587 осіб, 91 двір, постоялий будинок.

Наприкінці XIX сторіччя назву волості змінено на Мотовилівська.
Старшинами волості були:
- 1909-1915 роках — Кузьма Авксентійович Кулик[2],[3],[4],[5],[6].